# نیلاولی
نیلاولی (به لاتین: Nilaveli) یک منطقهٔ مسکونی در سری‌لانکا است که در ناحیه ترینکومالی واقع شده‌است.